# محافظة سيدلس

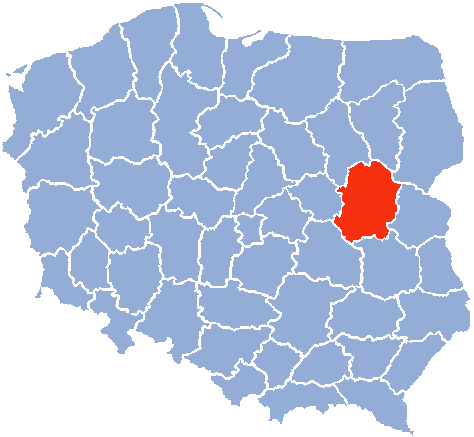
محافظة سيدلس

محافظة سيدلس (بالبولندية: województwo siedleckie)‏ وحدة تقسيم إدارية وحكومة محلية في بولندا في السنوات 1975–1998, محلها محافظة مازوفيا ومحافظة لوبلين. عاصمتها مدينة سيدلس.

## المدن والبلدات الرئيسية (عدد السكان في عام 1995)
- سيدلس (74,100)
- مينسك مازوفيتسكي (35,000)
- لوكاو (32,000)